# Saint-Aubin-de-Scellon
Saint-Aubin-de-Scellon is een gemeente in het Franse departement Eure (regio Normandië) en telt 314 inwoners (1999). De plaats maakt deel uit van het arrondissement Bernay.

## Geografie
De oppervlakte van Saint-Aubin-de-Scellon bedraagt 13,6 km², de bevolkingsdichtheid is 23,1 inwoners per km².
De onderstaande kaart toont de ligging van Saint-Aubin-de-Scellon met de belangrijkste infrastructuur en aangrenzende gemeenten.

## Demografie
Onderstaande figuur toont het verloop van het inwonertal (bron: INSEE-tellingen).